# Kauwspier
De kauwspieren of musculi masticatorii zijn de vier spieren die het kauwen mogelijk maken. Deze spieren worden alle vier geïnnerveerd door takken van de nervus mandibularis. Ze worden tijdens de organogenese gevormd vanuit de eerste viscerale boog. De mens heeft vier kauwspieren:
- Musculus masseter
- Musculus temporalis
- Musculus pterygoideus lateralis
- Musculus pterygoideus medialis

Deze spieren zorgen ervoor dat de onderkaak tegen de bovenkaak getrokken wordt. Bovendien zorgen ze ervoor dat de onderkaak in alle richtingen kan schuiven tijdens het kauwen.
De kauwspier is de sterkste spier in het menselijk lichaam.